# Carlos Torres Torrija
Carlos Torres Torrija (Caracas, 14 de fevereiro de 1968) é um ator mexicano-venezuelano. Iniciou sua carreira em 1997 com a personagem Marcos em Mirada de mujer e teve grande repercussão em seu país com as telenovelas Amores, querer con alevosía, Lo que es el amor e La hija del jardinero.

## Filmografia

### Televisão
- Dos Lagos (2017) - Sr. Garrido
- Un día cualquiera (2016) - (Síndromes extraños "historia 2")
- Amor sin reserva (2014-2015) - Enrique
- El señor de los cielos (2014) - Maximiliano  Miravalle
- Fortuna (2013) - César Durán
- La patrona (2013) - Julio Montemar
- Infames (2012) - Juan José Benavides
- El octavo mandamiento (2011) - Gastón Valderrama
- Prófugas del destino (2011) - Leopoldo Estrada
- Vuélveme a querer (2009) - Dr. Alfredo Peña
- El juramento (2008) - Demián Martàin
- Bellezas indomables (2007) - Diego López
- Mientras haya vida (2007) - Leonardo Montero
- Corazón partido (2005) - César Echarri
- Los plateados (2005) - Julián Olmedo
- Machos (2005) - Ariel Mercader
- Gitanas (2004) - Rafael Domínguez
- Zapata, amor en rebeldía (2004) - miniserie: Cevallos
- La hija del jardinero (2003) - Carlos Eduardo Gómez Ruiz
- El poder del amor (2003)
- Dos chicos de cuidado en la ciudad (2003) - Mario
- Lo que es el amor (2002) - Francisco
- Amores, querer con alevosía (2001) - Fernando
- Tío Alberto (2001) - Jacobo
- Háblame de amor (1999) - Álvaro Sotomayor
- Tentaciones (1998) - Federico
- Mirada de mujer (1997) - Marcos

### Cinema
- La cama
- La cadenita
- Otro ladrillo en la pared
- Coyote 13
- La hija del caníbal
- Otilia
- El segundo aire
- La otra conquista
- El timbre